# Liu Yan (general militar)
|  | Per altres persones anomenades igual, vegeu Liu Yan. |

Liu Yan (Xinès tradicional: 劉縯; pinyin: Líu Yǎn) (mort el 23 EC), nom estilitzat xinès Bosheng (伯升), va ser un general d'un dels aixecaments més importants en contra de la Dinastia Xin de la Xina i el seu emperador, Wang Mang. Encara que tindria èxits militars, va morir aviat com a víctima d'intrigues polítiques. El seu germà Liu Xiu, això no obstant, finalment va fundar la Dinastia Han Oriental (com a emperador Guangwu).

## Rerefons familiar
Liu Yan era un descendent de sisena generació de l'Emperador Jing del Han anterior (o Occidental). Va ser el fill de Liu Qin (劉欽), magistrat del comtat de Nandun (南頓令). Liu Qin era el fill de Liu Hui (劉回), vicegovernador a càrrec dels assumptes militars per la Comandància de Julu (鉅鹿都尉). Liu Hui era fill de Liu Wai (劉外), governador de la comandància de Yulin (鬱林太守). Liu Wai era fill de Liu Mai (劉買), conegut a títol pòstum com Marquès Jie de Chongling (舂陵節侯). Liu Mai era el fill de Liu Fa (劉發), conegut a títol pòstum com príncep Ding de Changsha (長沙定王). El príncep de Changsha era un germà de l'Emperador Wu, un famós emperador del Han anterior, i fill de l'Emperador Jing. (Açò feia de Liu Xiu el tercer cosí de l'Emperador Gengshi, que també era descendent de Liu Fa.)
Liu Qin estava casat amb una de les filles de Fan Chong (樊重), i junts van tenir tres fills—Liu Yan, Liu Zhong (劉仲), i Liu Xiu. Liu Qin transí d'hora, i els germans van ser criats per l'oncle Liu Liang (劉良). Liu Yan era ambiciós, i d'ençà que Wang Mang n'usurpà el tron dels Han en el 8 EC i establí la Dinastia Xin, Liu Yan pensava constantment en iniciar una revolta per restaurar la dinastia Han. Liu Xiu, per contra, era un home prudent, que es va acontentar a ser un agricultor.

## Revolta contra Xin
El 22, amb pràcticament l'imperi sencer revoltant-se contra l'incompetent govern de Wang Mang, Liu Yan preparà la seva revolta. Va planejar, juntament amb els seus germans, i Li Tong (李通) i el seu cosí Li Yi (李軼), de segrestar el governador de la Comandància Nanyang (a grans trets l'actual Nanyang, Henan) i convocar la gent de la comandància per unir-se a ell. Quan els jóvens de la seva terra natal de Chongling van veure la revolta, tots estaven espantats per voler unir-se –fins que van veure que Liu Xiu era part del lloc, pensant que si fins i tot un home prudent com Liu Xiu era part de la rebel·lió, la revolta va ser curosament predita.
Això no obstant, les notícies del pla es van filtrar, i Li Tong i Li Yi van salvar la vida d'un pèl (però les seves famílies foren massacrades). Liu Yan canvià el seu pla i va persuadir les dues branques del Lülin –la Força Xinshi (新市兵) i la Força Pinglin (平林兵)– d'unir forces amb ell, i van tenir un cert èxit militar. Encoratjat, Liu Yan va fer un assalt frontal contra Wancheng (宛城), la capital de la Comandància de Nanyang. Hi va patir baixes importants. Liu Yan i Liu Xiu, juntament amb la seva germana Liu Boji (劉伯姬), sobrevisqueren, però el seu germà Liu Zhong i la seva germana Liu Yuan van morir en la batalla. Els aliats de Liu Yan, veient la derrota, consideraren abandonar-lo, però Liu Yan va ser capaç de persuadir-los,juntament amb una altra branca del Lülin, la Força Xiajiang (下江兵), perquè se li uniren. El 23, van tenir una gran victòria contra les forces de Xin, matant Zhen Fu (甄阜), el governador de Comandància de Nanyang.